# 金山道路
金山道路（かねやまどうろ）は、山形県金山町朴山から同町飛ノ森に至る延長約3.5キロメートル (km) の高速道路（国道13号の自動車専用道路）である。
東北中央自動車道（国土開発幹線自動車道）に並行する一般国道の自動車専用道路として整備される。
高速道路ナンバリングによる路線番号は「E13」が割り振られている。

## 概要
- 起点 : 山形県最上郡金山町朴山（新庄金山道路終点）
- 終点 : 山形県最上郡金山町飛ノ森（主寝坂道路起点）
- 全長 : 約3.5 km

## インターチェンジなど
- 全区間山形県内に所在。
- IC番号欄の背景色が■である区間は既開通区間に存在する。
施設欄の背景色が■である区間は未開通区間または未供用施設に該当する。
- 施設名はすべて仮称である。

| 施設名                     | 接続路線名  | 相馬 から (km) | 備考                                 | 所在地 | 所在地 |
| -------------------------- | ----------- | -------------- | ------------------------------------ | ------ | ------ |
| E13 新庄金山道路（事業中） |             |                |                                      |        |        |
| 金山IC                     | 国道344号線 | 207.0          |                                      | 山形県 | 金山町 |
| 金山北IC                   | 国道13号    | 210.5          | 横手IC方面仮出入口 山形JCT方面出入口 | 山形県 | 金山町 |
| E13 主寝坂道路             |             |                |                                      |        |        |

## 沿革
- 2013年（平成25年）11月 : 計画段階評価着手[3]。
- 2014年（平成26年）
  - 1月・6月 : 事業化に向け建設ルートについて沿線住民へのアンケート実施。アンケートに当たって、「全線自動車専用道路として新設・一部のみ自動車専用道路として新設し残りを現道改良・全区間を現道改良」の3案を提示。
  - 11月 : アンケート結果に基づき、全線自動車専用道路とする建設ルートを決定。
- 2018年（平成30年）4月 : 事業着手。本道路の事業化により、東北中央自動車道は全区間が事業化されることになった。